# Wola Rębkowska (gromada)
Wola Rębkowska – dawna gromada, czyli najmniejsza jednostka podziału terytorialnego Polskiej Rzeczypospolitej Ludowej w latach 1954–1972.
Gromady, z gromadzkimi radami narodowymi (GRN) jako organami władzy najniższego stopnia na wsi, funkcjonowały od reformy reorganizującej administrację wiejską przeprowadzonej jesienią 1954 do momentu ich zniesienia z dniem 1 stycznia 1973, tym samym wypierając organizację gminną w latach 1954–1972.
Gromadę Wola Rębkowska z siedzibą GRN w Woli Rębkowskiej utworzono – jako jedną z 8759 gromad na obszarze Polski – w powiecie garwolińskim w woj. warszawskim, na mocy uchwały nr VI/10/2/54 WRN w Warszawie z dnia 5 października 1954. W skład jednostki weszły obszary dotychczasowych gromad Jagodne, Krystyna, Miętne i Wola Rębkowska oraz kolonia Rębków z dotychczasowej gromady Rębków ze zniesionej gminy Wola Rębkowska w tymże powiecie. Dla gromady ustalono 27 członków gromadzkiej rady narodowej.
31 grudnia 1959 1 stycznia 1960 do gromady Wola Rębkowska przyłączono wsie Rębków, Rębków Parcele i Ewelin oraz kolonię Rębków ze znoszonej gromady Rębków w tymże powiecie (wykreślone zmiany retroaktywnie uchylone uchwałami z 25 lutego 1960).
1 stycznia 1969 do gromady Wola Rębkowska włączono wsie Budy Uśniackie, Kościeliska Kolonia, Kościeliska Nowe, Kościeliska Stare, Stara Huta, Uśniaki, Władysławów i Wola Władysławowska ze zniesionej gromady Budy Uśniackie w tymże powiecie.
Gromada przetrwała do końca 1972 roku, czyli do kolejnej reformy gminnej.